# Keith Pritchett
Keith Pritchett est un footballeur puis entraîneur écossais né le 8 novembre 1953 à Glasgow. Il évolue au poste de défenseur du début des années 1970 à la fin des années 1980.
Après des débuts professionnels à Wolverhampton Wanderers, il évolue notamment à Watford FC et à Blackpool FC avant de rejoindre la Nouvelle-Zélande et jouer à Waitakere City.
Devenu entraîneur, il dirige Waitakere City avec qui il remporte le championnat à quatre reprises et la Coupe à trois occasions. Il occupe ensuite le poste de sélectionneur de la Nouvelle-Zélande pendant une saison.
Son fils James Pritchett (en), également footballeur, est international néo-zélandais.

## Biographie
Keith Pritchett commence le football au sein de l'équipe de son école avec qui il est finaliste de la Coupe d’Écosse et remporte le bouclier écossais des moins de quinze ans. Il évolue également dans les rangs du club amateur de Drumchapel AFC et les clubs professionnels d'Heart of Midlothian, d'Hibernian FC et de Kilmarnock FC commencent à le superviser.
Après un match disputé avec l'équipe d'Écosse juniors contre l'Angleterre juniors, Keith Pritchett est contacté par un recruteur des Wolverhampton Wanderers et, après deux périodes d'essai, signe un contrat de deux ans pour le club anglais. Troisième choix au poste d'arrière gauche, il ne dispute aucune rencontre avec les « Wolves » et rejoint, en juillet 1973, Doncaster Rovers pour un essai de trois mois. Il dispute six rencontres avec le club mais aucun contrat ne lui ait finalement proposé. Il s'engage finalement en mars 1974 avec Queens Park Rangers pour une durée de deux ans. Il dispute quatre rencontres avec le club et rejoint, en juillet 1976, Brentford FC où il évolue au poste de milieu gauche. Après onze rencontres et un but inscrit pour le club, il est transféré pour 10 000 livres à Watford FC.
Avec ce club, Keith Pritchett dispute 140 rencontres et inscrit neuf buts et atteint la première division en 1982, il est élu également dans l'équipe de l'année de la Professional Footballers Association en 1978. En 1982, il rejoint Blackpool FC où il dispute deux saisons puis se retrouve sans club.
Il part alors en Nouvelle-Zélande et signe comme entraîneur-joueur au Mount Roskill AFC puis à Waitakere City en 1988 et remporte avec le club le titre de champion en 1990. L'équipe remporte de nouveau le titre en 1992 puis le conserve l'année suivante. Troisième en 1994, malgré une série de 31 rencontres sans défaites, Waitakere City remporte la Coupe et Keith Pritchett est élu alors meilleur entraîneur de Nouvelle-Zélande. La saison suivante, le club réussit le doublé Coupe-championnat et il est élu encore entraîneur de l'année, cette triple performance est rééditée l'année suivante.
Il est nommé en juin 1996 sélectionneur de l'équipe de Nouvelle-Zélande en remplacement de Bobby Clark et occupe ce poste jusqu'en mai 1997 et une défaite face à la Papouasie-Nouvelle-Guinée lors des éliminatoires de la Coupe du monde 1998. Il est alors remplacé par l'Irlandais Joe McGrath. Il exerce ensuite de 2000 à 2010 les fonctions de directeur technique de la Northern Football Federation de 2000 à 2010,.
Son fils James Pritchett (en) est également footballeur et devient international néo-zélandais. Il compte six sélections obtenues de 2006 à 2008 et remporte la Coupe d'Océanie 2008.

## Palmarès

### Entraîneur
- Champion de Nouvelle-Zélande en 1990, 1992, 1993, 1995 et 1996 avec Waitakere City.
- Vainqueur de la Coupe de Nouvelle-Zélande en 1994, 1995 et 1996 avec Waitakere City.
- Élu entraîneur de l'année de Nouvelle-Zélande en 1994, 1995 et 1996.